# Catocala apunctaleuca
Catocala apunctaleuca är en fjärilsart som beskrevs av Braun 1935. Catocala apunctaleuca ingår i släktet Catocala och familjen nattflyn. Inga underarter finns listade i Catalogue of Life.